# Apomecyna collarti
Apomecyna collarti là một loài bọ cánh cứng trong họ Cerambycidae.